# Ocypel (wieś)
Ocypel (niem. Occipel) – wieś kociewska w Borach Tucholskich w Polsce położona w województwie pomorskim, w powiecie starogardzkim, w gminie Lubichowo nad jeziorem Wielki Ocypel. Przebiega tędy trasa nieczynnej linii kolejowej nr 218 (Szlachta - Myślice). Dzięki malowniczemu położeniu i czystości okolicznych terenów Ocypel przekształcił się w miejscowość wypoczynkowo-letniskową. 
W latach 1945–1975 miejscowość administracyjnie należała do tzw. dużego województwa gdańskiego, a w latach 1975–1998 do tzw. małego województwa gdańskiego.

## Historia
Miejscowość wzmiankowana po raz pierwszy w 1664 roku. Od 1772 znajdowała się pod administracją zaboru pruskiego na terenie pruskiej prowincji Prusy Zachodnie. Po I wojnie światowej Ocypel znalazł się ponownie na terenie Polski. W czasie II wojny światowej miejscowość nosiła nazwę Reußberg. Żołnierze podziemia zastrzelili w Ocyplu w 1944 zastępcę kierownika tajnej niemieckiej policji państwowej Gestapo z Tczewa. W ramach niemieckiego odwetu (z zarządzenia ówczesnego szefa Gestapo w Gdańsku) rozstrzelano publicznie ponad dwudziestu Polaków (mieszkańców Ocypla i okolic, a także przywiezionych z obozu koncentracyjnego Stutthof członków sieci wywiadu AK z Pomorza). Podczas okupacji niemieckiej w 1944 w lasach otaczających Ocypel doszło do starcia pomorskich oddziałów AK z wojskami niemieckimi. Po II wojnie światowej obszary leśne Borów Tucholskich wokół Ocypla stały się terenem operacyjnym partyzantki antykomunistycznej.

## Turystyka
W Ocyplu, w szczególności przy brzegu jeziora Ocypel Wielki znajduje się wiele ośrodków wypoczynkowych. Największy z nich to Ośrodek Letni Hufca ZHP Warszawa Praga-Południe.